# Oreibasios
Oreibasios oder Oribasios (altgriechisch Ὀρειβάσιος Oreibásios oder Ὀριβάσιος Oribásios, latinisiert Oribasius; * um 325 in Pergamon (wohl nicht in Sardeis); † 403 in Konstantinopel) war ein bedeutender griechischer Arzt der Spätantike im Römischen Reich, griechisch publizierender Kompilator medizinischer Schriften, Bibliothekar, Medizinhistoriker und Schüler Zenons von Zypern, der zur Ärzteschule der „Dogmatiker“ zählte. Er war zudem kaiserlicher Leibarzt.

## Leben
Der pagane Grieche Oreibasios stammte aus einer wohlhabenden Familie aus Pergamon im Westen Kleinasiens. Er studierte in Alexandria, ließ sich aber danach in seiner Heimatstadt nieder. Er genoss einen so guten Ruf, dass er 355 von dem Caesar und späteren Kaiser Julian als dessen Leibarzt bestellt wurde, wobei Oreibasios auch für die umfangreiche Bibliothek Julians verantwortlich war. In der Folgezeit entwickelte sich eine Freundschaft zwischen den beiden Männern. Oreibasios wurde ein enger Vertrauter des Kaisers, der nach seiner Thronbesteigung 361 auf eine Restauration der heidnischen Kulte und Begrenzung des Einflusses des Christentums hinarbeitete.
Auf Julians Befehl fertigte Oreibasios aus den Werken vor allem Galens, aber auch des Pedanios Dioskurides, Antyllos, Diokles von Karystos, Rufus von Ephesos und anderer griechischer Ärzte eine bedeutende Enzyklopädie in 72 Bänden an (Συναγωγία ἰατρική Synagōgía iatrikḗ „ärztliche Zusammenkunft“), von welcher er 20 Jahre später zunächst für seinen Sohn Eustathios eine kürzere Übersicht  (Synopsis) in neun Büchern (Σύνοψις  Sýnopsis) zusammenstellte. Nur 25 Bücher des in griechischer Sprache verfassten Werks sind erhalten. Oreibasios soll im Jahre 362 auf Julians Befehl das Orakel von Delphi besucht haben, um des Kaisers Unterstützung anzubieten. Davon berichten der byzantinische Historiker Kedrenos und die spätantike Artemii Passio. Die Pythia weissagte zum letzten Mal und beschied ihm, dass das Orakel für immer schweigen werde: 
Εἴπατε τῷ βασιλεῖ, χαμαὶ πέσε δαίδαλος αὐλά,  οὐκέτι Φοῖβος ἔχει καλύβην. Οὐ μάντιδα δάφνην,  οὐ παγὰν λαλέουσαν, ἀπέσβετο καὶ λάλον ὕδωρ.
Kündet dem Kaiser, gestürzt ist die prunkvolle Halle,
Phoibos hat nicht mehr [sein] Haus. Auch nicht den weissagenden Lorbeer
noch die murmelnde Quelle; verstummt ist auch das murmelnde Wasser.
Nach Julians Tod 363 verfasste Oreibasios ein Memorandum, eine Art zusammenfassende Darstellung des Kaisers. Dieses wurde von anderen Geschichtsschreibern als Quelle benutzt. Darunter waren Eunapios von Sardes, der sich bezüglich Julians Perserkrieg auf Oreibasios stützte, und vielleicht – vermittelt über Eunapios – Zosimos, wobei Zosimos wahrscheinlich auch Magnus von Karrhai heranzog. Manche Forscher sehen in Oreibasios, andere in Magnus eine mögliche gemeinsame Quelle für Zosimos und Ammianus Marcellinus, wenngleich Ammianus eigene Erfahrungen in sein Werk einfließen ließ.
Eunapios widmete Oreibasios einen Eintrag in seiner Schrift Vitae sophistarum („Leben der Sophisten“), die eine wichtige Quelle darstellt, aber sehr unkritisch verfasst und daher nur mit Vorsicht zu benutzen ist. Eunapios hatte offenbar die Absicht, Oreibasios zu einem „heidnischen Märtyrer“ zu verklären. Julians Nachfolger Flavius Valens und Valentinian I. verbannten Oreibasios. Wo sich Oreibasios in dieser Zeit aufhielt, ist unklar, möglich ist aber, dass er zu den Goten oder nach Persien (so etwa Alexander Demandt und neuerdings Udo Hartmann) ins Exil ging. Später wurde er jedoch zurückgerufen oder erhielt die Erlaubnis zur Rückkehr und soll eine wohlhabende Frau geheiratet haben.